# 尤里耶夫卡 (伊塞克阿塔区)
尤里耶夫卡是吉尔吉斯斯坦楚河州伊塞克阿塔区下辖的一个村。根据2009年吉尔吉斯共和国人口普查，该村人口为3529人。